# Episodi di We Bare Bears (quarta stagione)
La quarta stagione della serie animata We Bare Bears - Siamo solo orsi, composta da 44 episodi, è stata trasmessa negli Stati Uniti, da Cartoon Network, dal 30 luglio 2018 al 27 maggio 2019.
In Italia è stata trasmessa dal 30 agosto 2018 al 24 novembre 2019 su Cartoon Network.
| Nº | Titolo originale            | Titolo italiano                 | Prima TV USA     | Prima TV Italia  |
| -- | --------------------------- | ------------------------------- | ---------------- | ---------------- |
| 1  | Go Fish                     | Il mostro degli abissi          | 30 luglio 2018   | 17 marzo 2019    |
| 2  | Teacher's Pet               | A scuola                        | 30 luglio 2018   | 16 marzo 2019    |
| 3  | Googs                       | La visita premio                | 30 luglio 2018   | 16 marzo 2019    |
| 4  | Paperboyz                   | Baby orsi al lavoro             | 30 luglio 2018   | 23 marzo 2019    |
| 5  | Bear Squad                  | Squadra speciale Orsi           | 30 luglio 2018   | 23 marzo 2019    |
| 6  | Lil' Squid                  | Il calamaretto                  | 30 luglio 2018   | 30 agosto 2018   |
| 7  | I, Butler                   | Il maggior-orso                 | 30 luglio 2018   | 5 settembre 2018 |
| 8  | Family Troubles             | Un set per Grizz                | 30 luglio 2018   | 31 agosto 2018   |
| 9  | Best Bears                  | Al matrimonio                   | 6 agosto 2018    | 17 marzo 2019    |
| 10 | Crowbar Jones: Origins      | Una proposta per Nom Nom        | 7 agosto 2018    | 4 settembre 2018 |
| 11 | Hot Sauce                   | Missione salsa piccante         | 8 agosto 2018    | 24 marzo 2019    |
| 12 | Mom App                     | Mamma app                       | 9 agosto 2018    | 24 marzo 2019    |
| 13 | The Limo                    | La limousine                    | 10 agosto 2018   | 28 agosto 2018   |
| 14 | More Everyone's Tube        | Gli orsi su Youtube 2           | 13 agosto 2018   | 27 agosto 2018   |
| 15 | Money Man                   | Il milionario                   | 14 agosto 2018   | 3 settembre 2018 |
| 16 | Rescue Ranger               | Ranger alla riscossa            | 15 agosto 2018   | 29 agosto 2018   |
| 17 | El Oso                      | L'amico messicano               | 16 agosto 2018   | 28 agosto 2018   |
| 18 | Charlie's Halloween Thing 2 | Charlie e Halloween 2           | 19 ottobre 2018  | 2 febbraio 2019  |
| 19 | Charlie's Halloween Thing 2 | Charlie e Halloween 2           | 19 ottobre 2018  | 2 febbraio 2019  |
| 20 | Escandalosos                | Torneo di wrestling             | 5 novembre 2018  | 13 maggio 2019   |
| 21 | Pizza Band                  | Pizza band                      | 6 novembre 2018  | 17 maggio 2019   |
| 22 | Adopted                     | Adottati                        | 7 novembre 2018  | 15 maggio 2019   |
| 23 | Wingman                     | Povero pappagallo               | 8 novembre 2018  | 20 maggio 2019   |
| 24 | Braces                      | L'apparecchio                   | 9 novembre 2018  | 22 maggio 2019   |
| 25 | Christmas Movies            | Il falso Babbo Natale           | 17 dicembre 2018 | 14 maggio 2019   |
| 26 | Imaginary Friend            | L'amico immaginario             | 28 gennaio 2019  | 21 maggio 2019   |
| 27 | The Mall                    | Al centro commerciale           | 4 febbraio 2019  | 14 maggio 2019   |
| 28 | Tunnels                     | Gallerie                        | 11 febbraio 2019 | 23 maggio 2019   |
| 29 | Ramen                       | Orsetti in Giappone             | 18 febbraio 2019 | 20 novembre 2019 |
| 30 | The Gym                     | Gli orsi in palestra            | 25 febbraio 2019 | 16 maggio 2019   |
| 31 | Bubble                      | La bolla                        | 4 marzo 2019     | 27 maggio 2019   |
| 32 | Baby Orphan Ninja Bears     | Orsetti Ninja                   | 11 marzo 2019    | 24 novembre 2019 |
| 33 | Fire!                       | Grizz pompiere                  | 18 marzo 2019    | 21 novembre 2019 |
| 34 | Ranger Norm                 | Ranger Norm                     | 18 marzo 2019    | 20 novembre 2019 |
| 35 | Shmorby                     | Shmorby, l'assistente domestico | 25 marzo 2019    | 22 novembre 2019 |
| 36 | Snake Babies                | Charlie papà                    | 25 marzo 2019    | 21 novembre 2019 |
| 37 | Sandcastle                  | Una fidanzata per Panda         | 1º aprile 2019   | 22 novembre 2019 |
| 38 | Bros in the City            | Fratelli in città               | 1º aprile 2019   | 23 novembre 2019 |
| 39 | Cousin Jon                  | Il cugino dispettoso            | 1º aprile 2019   | 24 maggio 2019   |
| 40 | Lord of the Poppies         | Il campeggio sull'isola         | 1º aprile 2019   | 19 novembre 2019 |
| 41 | The Mummy's Curse           | L'incantesimo della mummia      | 29 aprile 2019   | 19 novembre 2019 |
| 42 | Band of Outsiders           | Gli emarginati                  | 6 maggio 2019    | 23 novembre 2019 |
| 43 | Tabes & Charlie             | Alla ricerca di Kirk            | 13 maggio 2019   |                  |
| 44 | Panda's Birthday            | Il compleanno di Panda          | 27 maggio 2019   | 24 novembre 2019 |

## Il mostro degli abissi
- Titolo originale: Go Fish

### Trama
Durante una battuta di pesca gli Orsi vengono aggrediti da un enorme e leggendario pesce.

## Baby orsi al lavoro
- Titolo originale: Paperboyz

### Trama
I piccoli Orsi ottengono un lavoro: la consegna di quotidiani.

## Squadra speciale Orsi
- Titolo originale: Bear Squad

### Trama
Tabes arruola gli Orsi perché vadano in città a catturare un ladro.

## Il calamaretto
- Titolo originale: Lil' Squid

### Trama
I Piccoli Orsi costruiscono un sottomarino per esplorare le profondità di un acquario e riportare un calamaro perduto alla sua famiglia.

## Il compleanno di Panda
- Titolo originale: Panda's Birthday

### Trama
È il compleanno di Panda, e per l'occasione riceve in regalo uno speciale incontro con la sua band preferita, i Monsta X, non previsto però dal gruppo. I ragazzi fanno ingresso nella puntata sulle note di Hero, uno dei loro singoli di maggior successo.
NOTA: Sebbene questo sia l'episodio finale della serie, il film Siamo solo orsi - Il film viene considerato come il finale della serie.